# Enlightenment Foundation Libraries
 (avril 2025).
Si vous disposez d'ouvrages ou d'articles de référence ou si vous connaissez des sites web de qualité traitant du thème abordé ici, merci de compléter l'article en donnant les références utiles à sa vérifiabilité et en les liant à la section « Notes et références ».
Pour les articles homonymes, voir EFL.
Enlightenment Foundation Libraries (EFL) est une collection de bibliothèques logicielles pour le traitement de nombreuses tâches courantes qu'un développeur peut avoir comme : les structures de données, la communication, le rendu, les widgets et plus encore.

## Composants
- Ecore (licence BSD) : librairie système.
- Edje (licence BSD) : animations
- Eet (licence BSD) : stockage
- Eeze (licence BSD) : abstraction du matériel
- Efreet (licence BSD) : norme Freedesktop.org
- EIO (LGPLv2) : disk async IO
- ElDBus (LGPLv2) : async dbus
- Embryon : langage pour Edje
- Emotion (licence BSD) : wrapper gstreamer/xine/...
- EO (licence BSD) : objet racine (à la GObject)
- EPhysics (licence BSD) : wrapper bullet
- Ethumb (LGPLv2) : gestion de vignettes asynchrones
- Evas (licence BSD) : rendu graphique statefull